# Jungbier
Als Jungbier (selten auch Frischbier) wird das Bier unmittelbar nach der Zugabe von Hefe zur Anstellwürze bezeichnet.
Es wird als Jungbier bezeichnet, da das Bier in diesem Stadium geschmacklich noch nicht ausgereift ist. Erst durch die Lagerung, auch Nachgärung oder Reifung genannt, wird das Bier bekömmlicher und reift im Geschmack. Während der Hauptgärung werden die aus dem Malz gelösten vergärbaren Zucker in Ethanol und Kohlendioxid umgewandelt. Dies ist durch die Abnahme des Stammwürzegehaltes und Zunahme des Alkoholgehaltes zu erkennen. Die Hefe hat während der Hauptgärung ein gutes Nährstoffangebot und vergärt zuerst hauptsächlich die niedermolekularen Zucker, dazu gehören Einfach-, Zweifach- und Dreifachzucker. Im Jungbier verbleiben aber immer noch von der Hefe bis jetzt noch nicht verstoffwechselte Substanzen, beispielsweise Aminosäuren, deren Abbauprodukte und Gärungszwischen- oder -nebenprodukte. Auf dieses Nährstoffangebot greift die Hefe nur zurück, wenn die von ihr bevorzugten Zucker bereits vergoren sind.
Mit der Nachgärung im Lagertank, die entweder mit sogenannten Kräusen oder mit Restextrakt erreicht wird, entsteht eine künstlich geschaffene Nährstoffmangelsituation für die Hefe. Somit werden während der Nachgärung die oben genannten Substanzen auch noch verstoffwechselt, dadurch reift das Bier im Geschmack. Mit der Reifung soll zusätzlich noch erreicht werden, dass sich die Gärungskohlensäure im Bier bindet und dass sich die Hefe nach vollendeter Gärung absetzt.